# Vestibuliferida
Ordre
Les Vestibuliferida sont un ordre de Ciliés de la classe des Litostomatea.

## Liste des familles et genres non-classés
Selon The Taxonomicon (3 décembre 2023) :
- Amylovoracidae S.L. Cameron & P.J. O'Donoghue, 2002
- Balantidiidae Reichenow, in Doflein & Reichenow, 1929
- Isotrichidae Bütschli, 1889
- Paraisotrichidae da Cunha, 1917
- Polycostidae Cameron & O'Donoghue, 2003
- Protocaviellidae Grain, in Corliss, 1979
- Pycnotrichidae Poche, 1913
- famille incertae sedis
  - Buxtonella Jameson, 1926
  - Muniziella da Fonseca, 1939
  - Taliaferria Hegner & Rees, 1933

## Systématique
Le nom valide complet (avec auteurs) de ce taxon est Vestibuliferida de Puytorac, Batisse, Bohatier, Corliss, Deroux, Didier, Dragesco, Fryd-Versavel, Grain, Grollere, Horasse, Mode, Laval, Roque, Savoie & Tuffrau, 1974.